# Pingqiao (häradshuvudort i Kina, Henan Sheng, lat 32,10, long 114,12)
Pingqiao är en häradshuvudort i Kina. Den ligger i provinsen Henan, i den centrala delen av landet, omkring 300 kilometer söder om provinshuvudstaden Zhengzhou. Antalet invånare är 58 078. Befolkningen består av 28 371 kvinnor och 29 707 män. Barn under 15 år utgör 18,0 %, vuxna 15-64 år 75 %, och äldre över 65 år 5,0 %.
Runt Pingqiao är det tätbefolkat, med 297 invånare per kvadratkilometer. Närmaste större samhälle är Xinyang, 6,0 km nordväst om Pingqiao. Trakten runt Pingqiao består till största delen av jordbruksmark.
Genomsnittlig årsnederbörd är 1 148 millimeter. Den regnigaste månaden är augusti, med i genomsnitt 198 mm nederbörd, och den torraste är december, med 15 mm nederbörd.